# Heinrich Dau
Johann Heinrich Christfried Dau ( * 1790 – 1831) fue un geólogo y escritor Holstein-danés, que trabajó extensamente en la identificación de las capas de turba, contribuyendo eventualmente en el desarrollo de un sistema de clasificación y datación postglaciar de los periodos paleoclimáticos del norte de Europea, que resultó en la "teoría climática Blytt-Sernander" de secuencias estratigráficas de turba. 
Fallece en Altona, Hamburgo en 1831.

## Publicaciones selectas
- Neues Handbuch über Torf, dessen Natur, Entstehung und Wiedererzeugung, Nutzen im Allgemeinen und für den Staat, Leipzig, 1823
- Allerunterthänigster Bericht an die Königliche Dänische Rentekammer über die Torfmoore Seelands nach einer im Herbste 1828 deshalb unternommenen Reise. Copenhague & Leipzig, 1829
- Om Retfærdighed og Frihed og deres nødvendige Samværen, især i politisk Henseende, Copenhague, 1831